# 321324 Vytautas
321324 Vytautas este o planetă minoră (asteroid) din centura de asteroizi. A fost descoperită pe 25 aprilie 2009 la Baldone⁠(d) de Kazimieras Černis⁠(d). 
Obiectul prezintă o orbită caracterizată de o semiaxă mare de 3,1302500118113 UAi, o excentricitate de 0,11, o înclinație de 6,6 ° în raport cu ecliptica.